# Ried (Ebersburg)
Ried ist ein Ortsteil von Ebersburg im osthessischen Landkreis Fulda.

## Geographie
Vom Norden beginnend grenzt Ried im Uhrzeigersinn an die folgenden Orte: Lütter (Gemeinde Echenzell), Ebersburg, Thalau, Döllbach  (Gemeinde Echenzell) und Rothemann  (Gemeinde Echenzell).
Siedlungsplätze innerhalb der Gemarkung:
- Am Roßberg (Siedlung)[3]
- An der Kirschenallee (Siedlung)[4]
- Doktorhaus (Hof)[5]
- Ritzelhof (Hof)[6]

## Geschichte

### Ortsgeschichte
Soweit bekannt wurde das Rhöndorf zum ersten Mal in einem Güterverzeichnis der Propstei Johannesberg aus der Zeit um 1160 erwähnt („Rida“ = Siedlung am Ried, Sumpfwiese). Begütert waren neben dem Kloster Fulda die Herren von Ebersberg genannt von Weyhers und die derer von der Tann.
Zum 31. Dezember 1971 wurde die bis dahin selbstständige Gemeinde Ried im Zuge der Gebietsreform auf freiwilliger Basis in die neue Gemeinde Ebersburg eingegliedert. Für Ried wurde wie für die übrigen eingegliederten Gemeinden ein Ortsbezirk gebildet.

### Verwaltungsgeschichte im Überblick
Die folgende Liste zeigt die Staaten und Verwaltungseinheiten, denen Ebersberg angehört(e):
- vor 1803: Heiliges Römisches Reich, Fürstabtei Fulda, Amt Weyhers
- 1803–1806: Heiliges Römisches Reich, Fürstentum Nassau-Oranien-Fulda, Fürstentum Fulda,[Anm. 2] Amt Weyhers
- 1806–1810: Kaiserreich Frankreich,[Anm. 3] Fürstentum Fulda (Militärverwaltung)
- 1810–1813: Großherzogtum Frankfurt, Departement Fulda, Distrikt Weyhers
- ab 1814: Königreich Bayern, Landgerichtsbezirk Weyhers
- ab 1816: Königreich Bayern,[Anm. 4] Untermainkreis, Landgerichtsbezirk Weyhers
- ab 1838: Königreich Bayern, Kreis Unterfranken und Aschaffenburg, Landgerichtsbezirk Weyhers
- ab 1843: Königreich Bayern, Regierungsbezirk Unterfranken und Aschaffenburg
- ab 1862: Königreich Bayern, Regierungsbezirk Unterfranken, Bezirksamt Gersfeld[Anm. 5]
- ab 1866: Norddeutscher Bund, Königreich Preußen,[Anm. 6] Provinz Hessen-Nassau, Regierungsbezirk Kassel, Kreis Gersfeld
- ab 1871: Deutsches Reich,  Königreich Preußen, Provinz Hessen-Nassau, Regierungsbezirk Kassel, Kreis Gersfeld
- ab 1918: Deutsches Reich, Freistaat Preußen, Provinz Hessen-Nassau, Regierungsbezirk Kassel, Kreis Gersfeld
- ab 1932: Deutsches Reich, Freistaat Preußen, Provinz Hessen-Nassau, Regierungsbezirk Kassel, Landkreis Fulda
- ab 1944: Deutsches Reich, Freistaat Preußen, Provinz Kurhessen, Landkreis Fulda
- ab 1945: Amerikanische Besatzungszone,[Anm. 7] Groß-Hessen, Regierungsbezirk Kassel, Landkreis Fulda
- ab 1946: Amerikanische Besatzungszone, Hessen, Regierungsbezirk Kassel, Landkreis Fulda
- ab 1949: Bundesrepublik Deutschland, Hessen, Regierungsbezirk Kassel, Landkreis Fulda
- ab 1972: Bundesrepublik Deutschland, Hessen, Regierungsbezirk Kassel, Landkreis Fulda, Stadt Gersfeld

## Bevölkerung

### Einwohnerentwicklung
- 1812: 26 Feuerstellen, 214 Seelen[2]

| Ried: Einwohnerzahlen von 1812 bis 2019 | Ried: Einwohnerzahlen von 1812 bis 2019 | Ried: Einwohnerzahlen von 1812 bis 2019 | Ried: Einwohnerzahlen von 1812 bis 2019 | Ried: Einwohnerzahlen von 1812 bis 2019 |
| --- | --------------------------------------- | --------------------------------------- | --------------------------------------- | --------------------------------------- |
| Jahr |                                         |                                         |                                         | Einwohner                               |
| 1812 | 1812                                    |                                         | 214                                     | 214                                     |
| 1834 | 1834                                    |                                         | 270                                     | 270                                     |
| 1840 | 1840                                    |                                         | 266                                     | 266                                     |
| 1846 | 1846                                    |                                         | 260                                     | 260                                     |
| 1852 | 1852                                    |                                         | 255                                     | 255                                     |
| 1858 | 1858                                    |                                         | 259                                     | 259                                     |
| 1864 | 1864                                    |                                         | 216                                     | 216                                     |
| 1871 | 1871                                    |                                         | 227                                     | 227                                     |
| 1875 | 1875                                    |                                         | 217                                     | 217                                     |
| 1885 | 1885                                    |                                         | 234                                     | 234                                     |
| 1895 | 1895                                    |                                         | 252                                     | 252                                     |
| 1905 | 1905                                    |                                         | 245                                     | 245                                     |
| 1910 | 1910                                    |                                         | 248                                     | 248                                     |
| 1925 | 1925                                    |                                         | 264                                     | 264                                     |
| 1939 | 1939                                    |                                         | 399                                     | 399                                     |
| 1946 | 1946                                    |                                         | 403                                     | 403                                     |
| 1950 | 1950                                    |                                         | 370                                     | 370                                     |
| 1956 | 1956                                    |                                         | 373                                     | 373                                     |
| 1961 | 1961                                    |                                         | 421                                     | 421                                     |
| 1970 | 1970                                    |                                         | 443                                     | 443                                     |
| 1980 | 1980                                    |                                         | ?                                       | ?                                       |
| 1990 | 1990                                    |                                         | ?                                       | ?                                       |
| 2002 | 2002                                    |                                         | 579                                     | 579                                     |
| 2007 | 2007                                    |                                         | 599                                     | 599                                     |
| 2011 | 2011                                    |                                         | 591                                     | 591                                     |
| 2013 | 2013                                    |                                         | 559                                     | 559                                     |
| 2019 | 2019                                    |                                         | 572                                     | 572                                     |
| Datenquelle: Historisches Gemeindeverzeichnis für Hessen: Die Bevölkerung der Gemeinden 1834 bis 1967. Wiesbaden: Hessisches Statistisches Landesamt, 1968. Weitere Quellen: bis 1970:; Nach 1970 Gemeinde Eberburg:; Zensus 2011 |                                         |                                         |                                         |                                         |

### Einwohnerstruktur 2011
Nach den Erhebungen des Zensus 2011 lebten am Stichtag dem 9. Mai 2011 in Ried 591 Einwohner. Darunter waren 5 (0,8 %) Ausländer. Nach dem Lebensalter waren 126 Einwohner unter 18 Jahren, 231 zwischen 18 und 49, 120 zwischen 50 und 64 und 114 Einwohner waren älter. Die Einwohner lebten in 246 Haushalten. Davon waren 72 Singlehaushalte, 69 Paare ohne Kinder und 84 Paare mit Kindern, sowie 18 Alleinerziehende und 3 Wohngemeinschaften. In 54 Haushalten lebten ausschließlich Senioren und in 152 Haushaltungen lebten keine Senioren.

### Historische Religionszugehörigkeit
- 1885: 217 katholische (= 100 %), 91 Einwohner[2]
- 1961: 24 evangelische (= 6,43 %), 345 katholische (= 92,49 %) Einwohner[2]

## Politik
Für Ried besteht ein Ortsbezirk (Gebiete des Ortsteils Ried) mit Ortsbeirat und Ortsvorsteher nach der Hessischen Gemeindeordnung. Der Ortsbeirat besteht aus fünf Mitgliedern. Bei den Kommunalwahlen in Hessen 2021 betrug die Wahlbeteiligung zum Ortsbeirat 63,52 %. Alle Kandidaten gehörten der „Freien Wählergemeinschaft Ebersburg“ an. Der Ortsbeirat wählte Jürgen Günther zum Ortsvorsteher.

## Sehenswürdigkeiten

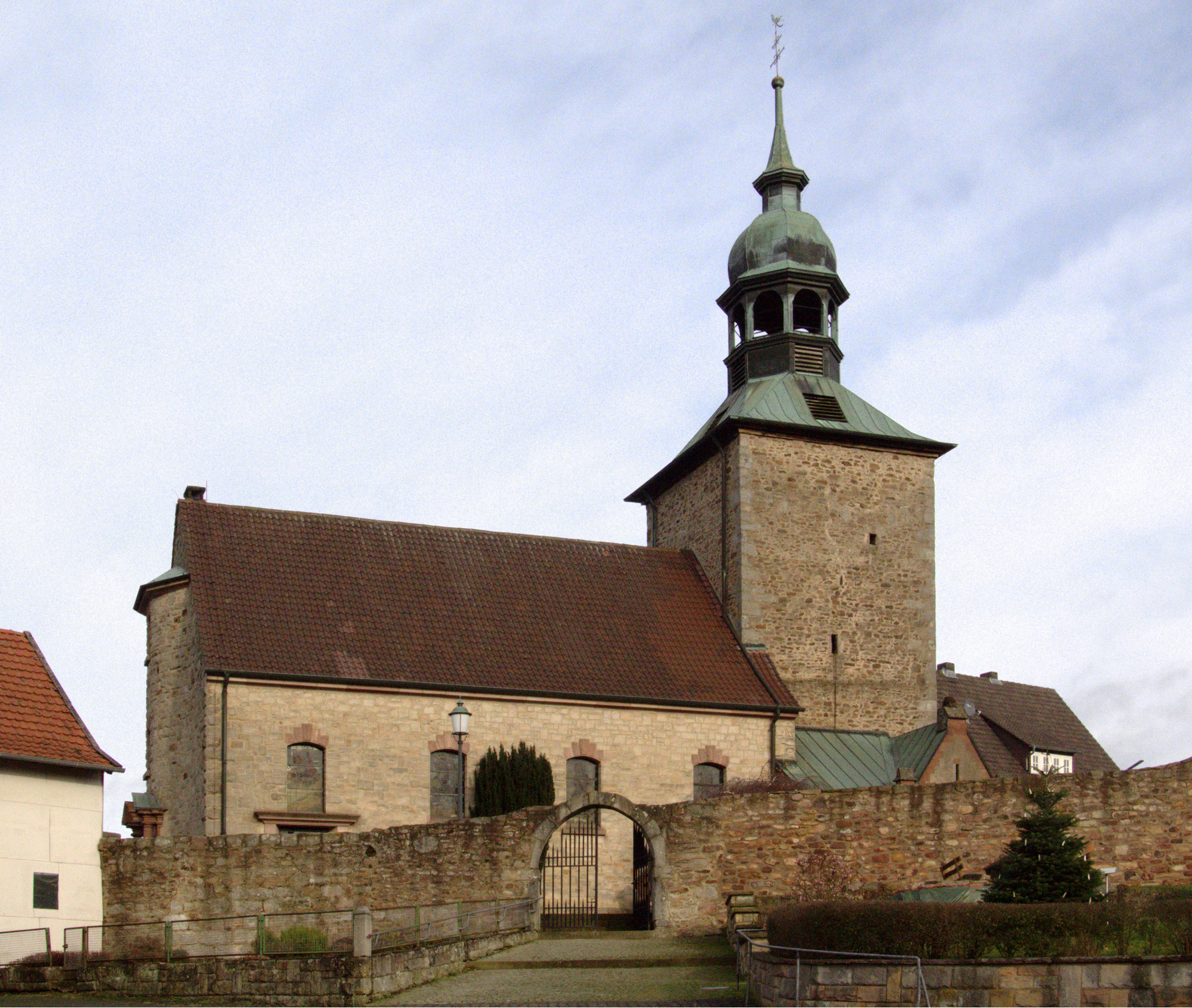
Die katholische Filialkirche St. Kilian

Die Wehrkirche aus dem 15. Jahrhundert war 1516 dem Heiligen Kilian geweiht (8. Juli Titularfest). In der Kirche befindet sich eine spätgotische Holzplastik des Heiligen Kilian. Um die Kirche hat sich eine wehrhafte Friedhofsmauer mit rundbogigem Tor erhalten.
Ein steinernes Hochkruzifix stammt aus dem Jahre 1847, zwei Bildstöcke aus den Jahren 1770 und 1982, zwei Steinfiguren von 1849 und um 1900. Weiter befinden sich in der westlichen Gemarkung Grenzsteine aus der ersten Hälfte des 19. Jahrhunderts.
Bei Ausschachtungsarbeiten 1982 am Mühlwehr der historischen „Unteren Mühle“ wurden Eichenbalken gefunden, deren Fälldatum auf die Zeit um 1520/1530 datiert und als Teile eines großen Kreuzes identifiziert wurden. Die Teile sind wieder als Kreuz an der südlichen Hauswand aufgestellt und kirchlich eingeweiht worden.

## Kriegerdenkmal

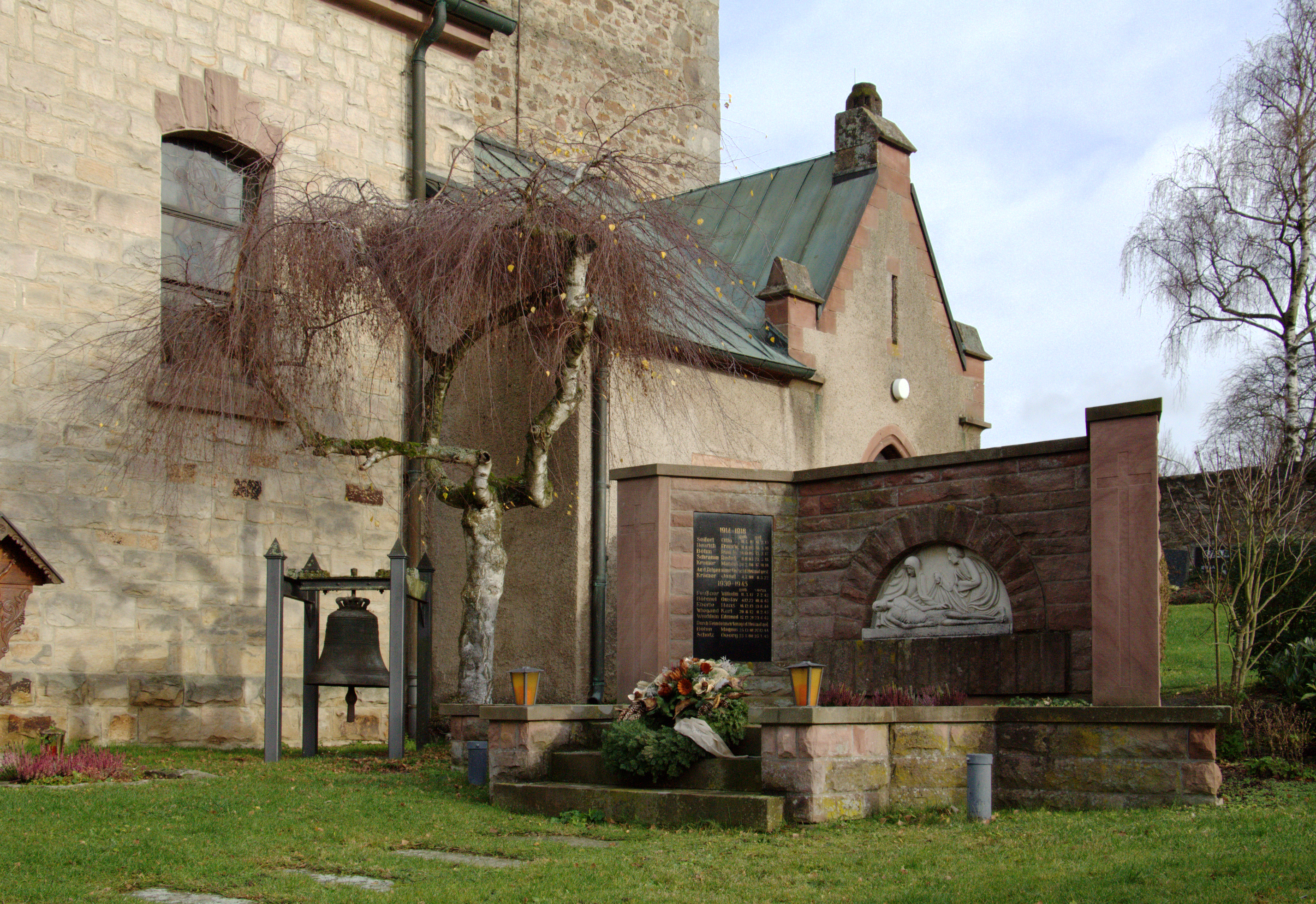
Das Kriegerdenkmal

Neben der Wehrkirche befindet sich das Kriegerehrenmal.

## Vereine
- Feuerwehr
- Schützenverein
- Tennisverein
- Männergesangverein
- Musikverein

## Verkehr
Der Haltepunkt Ried liegt an der Bahnstrecke Fulda–Gersfeld.